# Pepe Mercadal Baquero
Pepe Mercadal Baquero (Es Migjorn Gran, 1994) és un polític menorquí, diputat per les Illes Balears al Congrés dels Diputats a la XV legislatura i regidor a l'Ajuntament de Es Migjorn Gran.
Pepe Mercadal Baquero és graduat en Relacions Internacionals per la Universitat Ramon Llull de Barcelona i Màster en Estudis Europeus per la London School of Economics and Political Science. Va treballar com a assistent de la Delegació Socialista Española al Parlament Europeu entre 2019 i 2023, concretament amb l'eurodiputada mallorquina Alícia Homs.
Abans, havia arribat a Brussel·les becat amb el programa Bluebook de la Comissió Europea per a treballar a la Direcció General de Política Regional i també havia treballat a la consultoria d'afers públics LLYC a Madrid. Ha viscut a Menorca, Barcelona, Londres, la Xina, Madrid i Brussel·les.
Milita a les Joventuts Socialistes d'Espanya des dels setze anys, però no va ser fins a l'any 2017 quan va començar a involucrar-se en la vida orgànica del PSOE, militant també al partit. Actualment és membre de l'Executiva del PSOE Menorca, secretari general de Joventuts Socialistes de Menorca i secretari d'Organització de Joventuts Socialistes de les Illes Balears.
Ha participat en les campanyes electorals municipals i insulars dels anys 2019 i 2023. En les eleccions municipals de 2023 va ser escollit regidor a l'oposició de l'Ajuntament des Migjorn Gran, dins la candidatura encapçalada per Pilar Pons Goñalons.
A les eleccions generals de juliol de 2023, es va presentar com a número 2 de la llista del PSOE de les Illes Balears i obtingué acta de diputat al Congrés dels Diputats. Va ser nomenat portaveu de Turisme del Grup Parlamentari Socialista a la Comissió d'Indústria i Turisme del Congrés. A més, també és secretari primer de la Comissió d'Afers Exteriors, membre de la comissió d'Infància i Joventut, membre de la comissió mixta sobre la Unió Europea i membre adscrit de la Comissió de Transició Ecològica.
És fill de la socialista Elena Baquero González, regidora de l'Ajuntament d'Es Migjorn Gran de 1999 a 2016 i diputada al Parlament de les Illes Balears durant la IX legislatura, de 2015 a 2019, i de l'advocat, Toni Mercadal.